# 韶子内親王
韶子内親王（しょうし/あきこないしんのう）は、醍醐天皇の第13皇女。賀茂斎院。母は承香殿女御源和子（光孝天皇皇女）。朱雀天皇・村上天皇らの異母姉で、同母兄弟に常明親王・式明親王・有明親王・慶子内親王・斉子内親王がいた。

## 経歴
延喜20年12月17日（921年2月2日）、異母妹の康子内親王とともに内親王宣下を受ける。翌21年（同じく921年）2月25日、父醍醐天皇の斎院に卜定。延長2年（924年）3月25日、裳着を行い三品に叙された。同8年（930年）9月29日に父天皇が崩御したことにより斎院を退下。のち大納言源清蔭（陽成天皇皇子）と結婚し、さらに河内守橘惟風（橘広相の孫・公廉の子）と再婚した。ただし、清蔭や惟風との年齢差が大きすぎることや臣籍降下したとは言え宇多・醍醐両天皇とは微妙な関係にあった陽成天皇の第一子である源清蔭の婚姻には政略性があったと考えられることから、宇多天皇の内親王の婚姻が後世に韶子の婚姻と誤伝されて後世の系譜に記されたのではないかとする安田政彦の説がある。
天元3年（980年）1月18日、63歳で没した。